# Фуссиньяк
Фуссинья́к (фр. Foussignac) — коммуна во Франции, находится в регионе Пуату — Шаранта. Департамент — Шаранта. Входит в состав кантона Жарнак. Округ коммуны — Коньяк.
Код INSEE коммуны — 16145.
Коммуна расположена приблизительно в 400 км к юго-западу от Парижа, в 105 км южнее Пуатье, в 24 км к западу от Ангулема.

## Население
Население коммуны на 2008 год составляло 611 человек.
| 1962 | 1968 | 1975 | 1982 | 1990 | 1999 | 2008 |
| ---- | ---- | ---- | ---- | ---- | ---- | ---- |
| 424  | 406  | 488  | 523  | 543  | 553  | 611  |

## Администрация
| Период | Период | Фамилия          | Партия                    | Примечания                       |
| ------ | ------ | ---------------- | ------------------------- | -------------------------------- |
| 1989   | 2001   | Реми Ландье      |                           |                                  |
| 2001   | 2008   | Жан-Пьер Дюбрёй  |                           |                                  |
| 2008   | 2011   | Кристиан Павиани | Союз за народное движение | коммерческий директор, пенсионер |
| 2011   | 2014   | Жорж Девиж       |                           | фермер                           |

## Экономика
В 2007 году среди 400 человек в трудоспособном возрасте (15—64 лет) 295 были экономически активными, 105 — неактивными (показатель активности — 73,8 %, в 1999 году было 74,2 %). Из 295 активных работали 266 человек (134 мужчины и 132 женщины), безработных было 29 (18 мужчин и 11 женщин). Среди 105 неактивных 23 человека были учениками или студентами, 52 — пенсионерами, 30 были неактивными по другим причинам.

## Фотогалерея

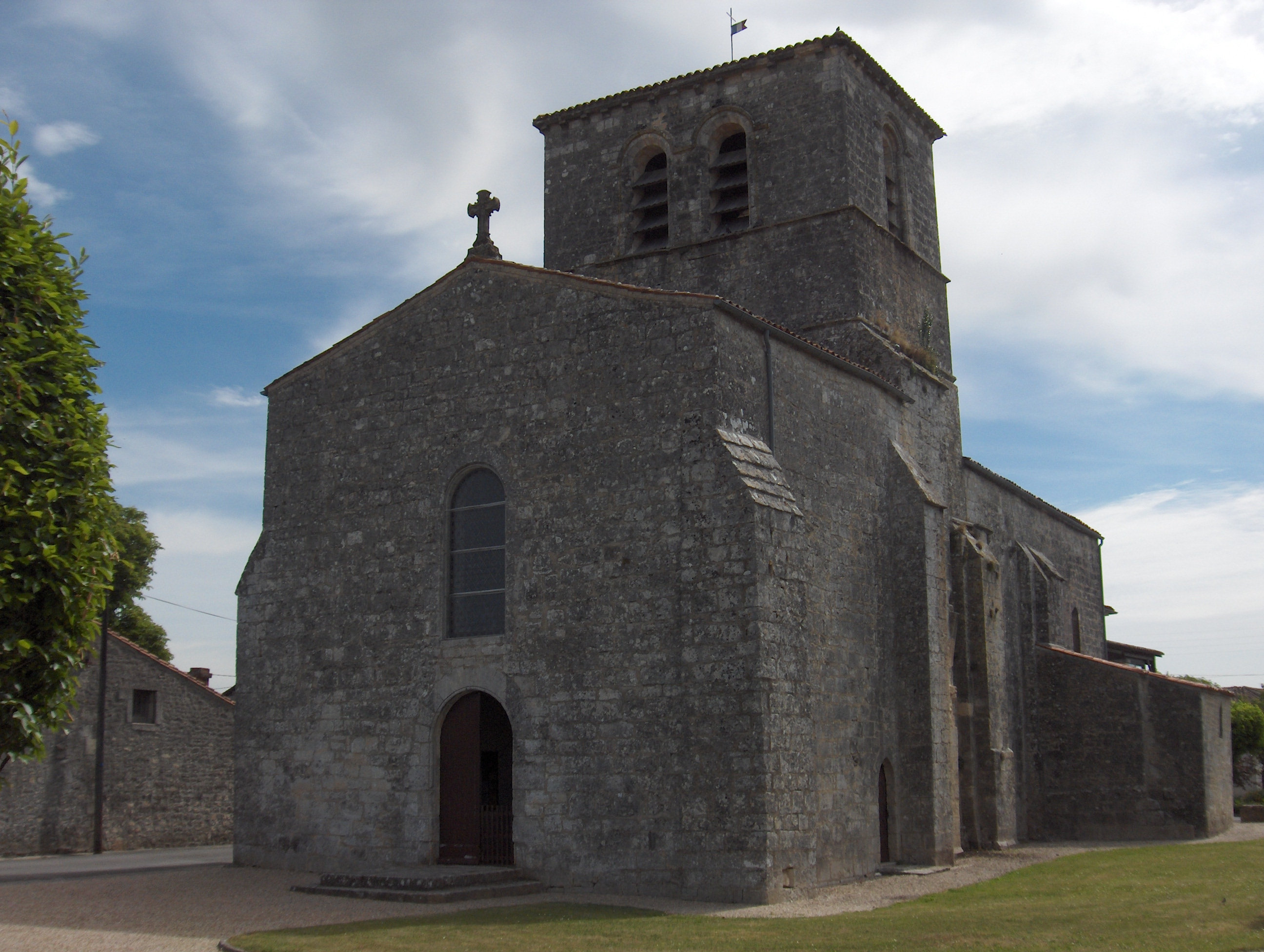
Церковь Сен-Сибар-э-Сен-Лоран
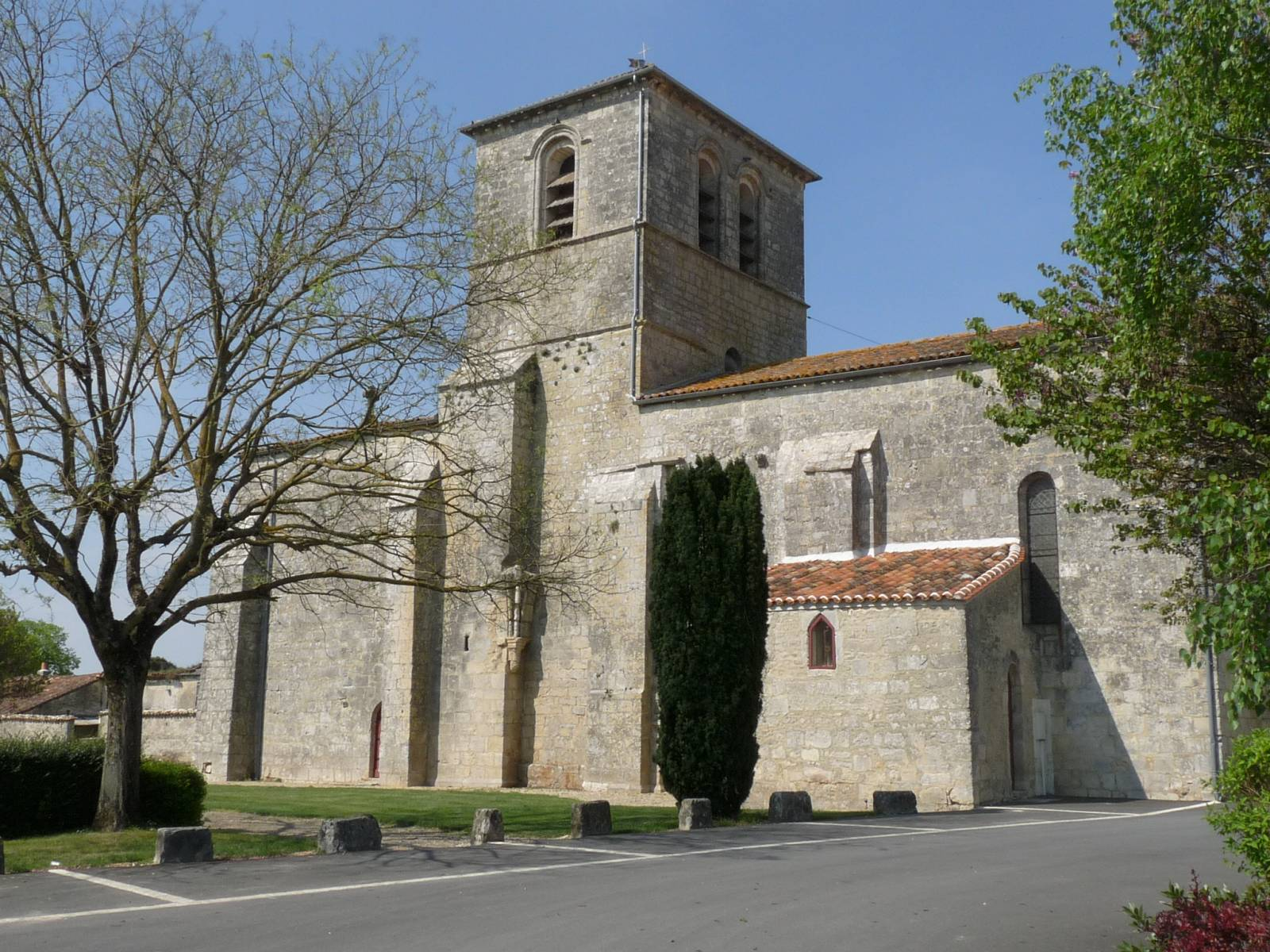
Церковь Сен-Сибар-э-Сен-Лоран
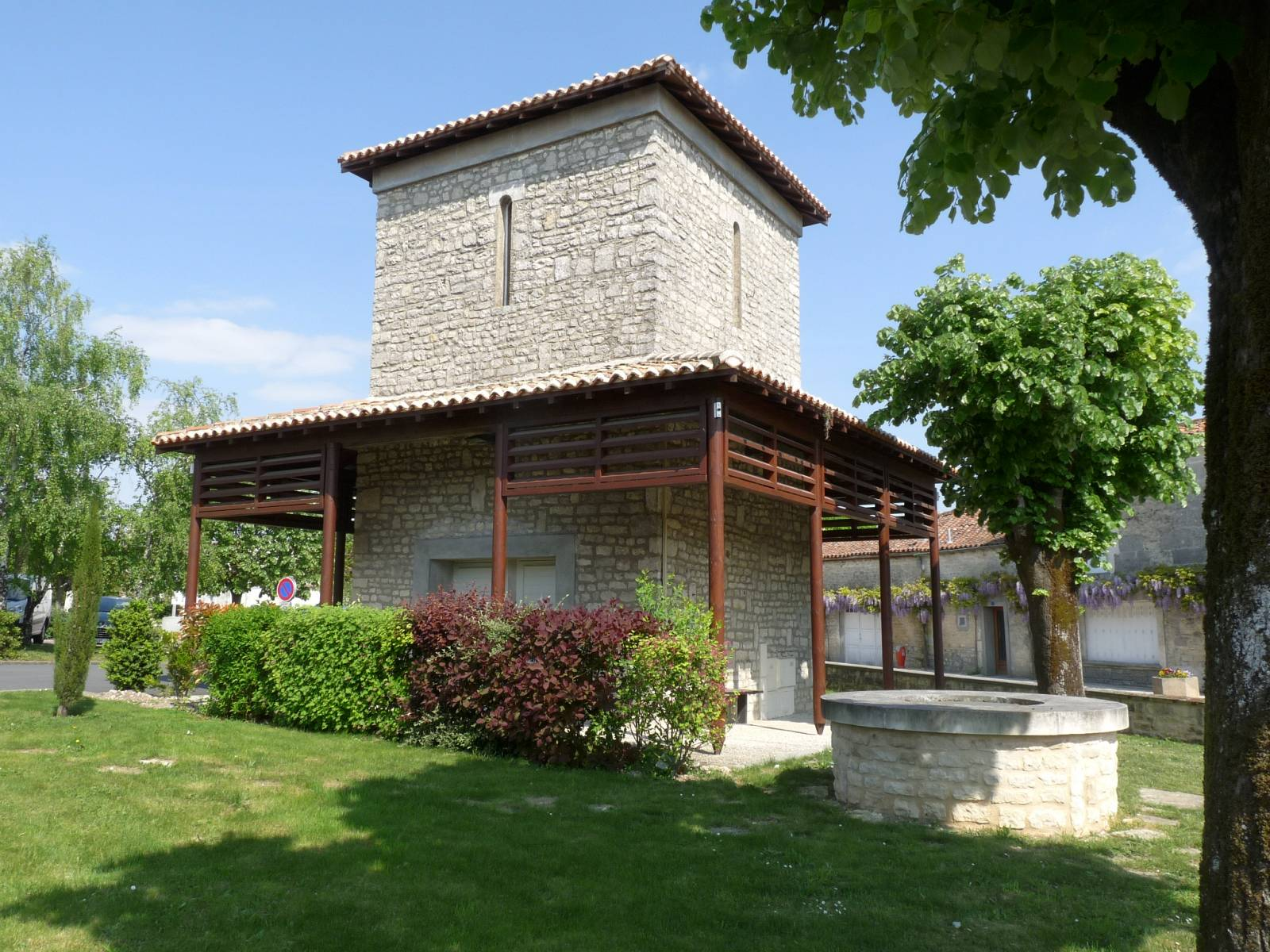
Башня